# Maud Geffray

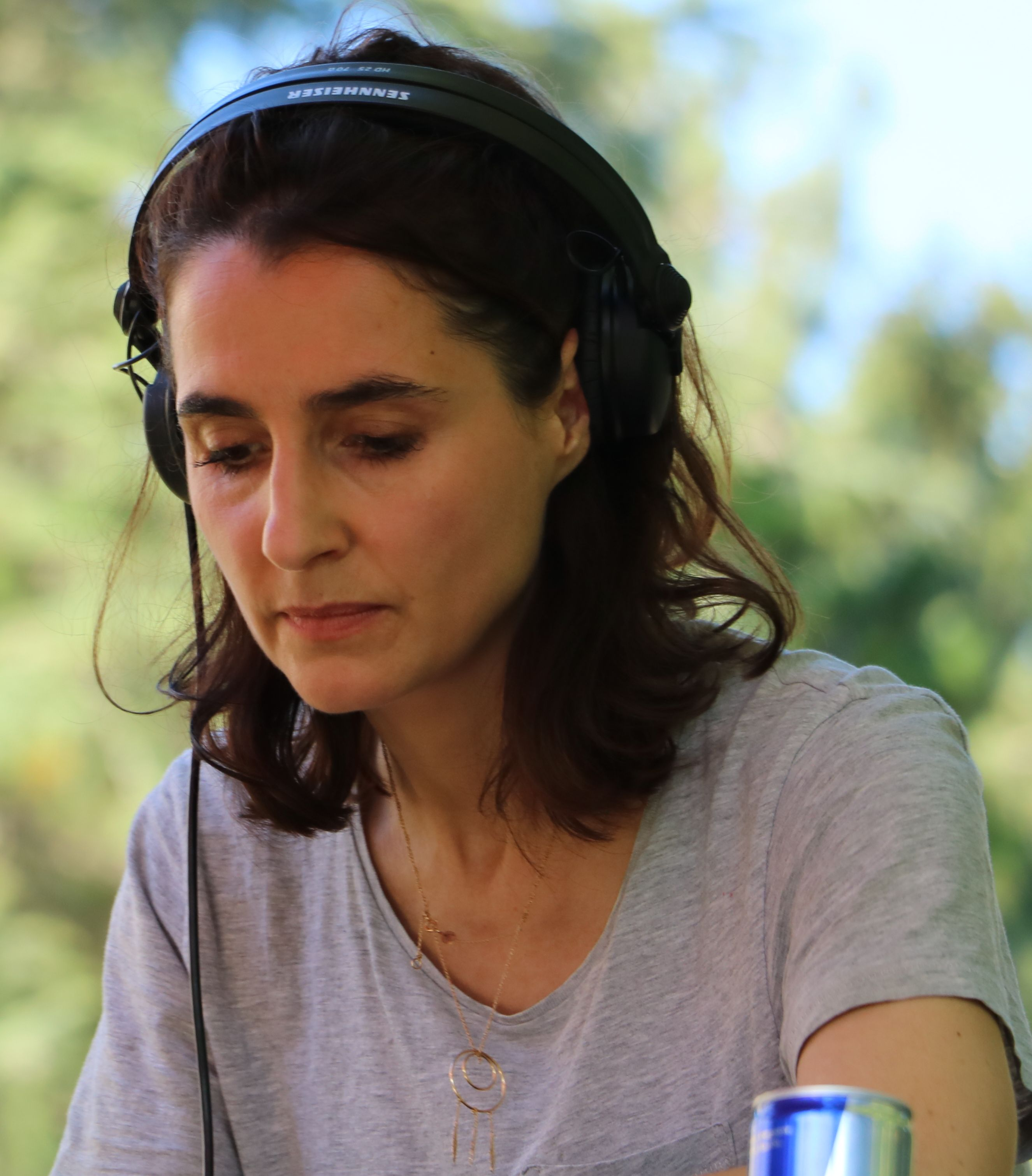
Maud Geffray auf dem Scopitone Festival, Nantes, (2017)

Maud Geffray ist eine französische Elektro-Musikerin.

## Biografie
Sie ist Teil der Gruppe Scratch Massive. Im Jahr 2015 veröffentlichte sie ihren ersten Soundtrack zum Film 1994. Der Film spielt während eines Raves 1994 an einem Strand zwischen Quiberon und Carnac.
2017 veröffentlichte Maud Geffray das Album mit dem Titel Polaar. Dieses Album wurde während eines Aufenthalts in Rovaniemi in Nordfinnland im Auftrag des Louvres produziert. Sie produzierte dort einen Musikfilm, der vom Leben der Bewohner und Jugendlichen inspiriert ist, die in Dunkelheit leben. In der Stadt des Weihnachtsmanns ist es 22 Stunden von 24 Stunden am Tag dunkel.
Auf dem Variations Festival 2017 trat Geffray zusammen mit der niederländischen Harfenistin Lavinia Meijer auf.
Maud Geffray komponierte auch den Soundtrack zum Dokumentarfilm Southern Belle von Regisseur Nicolas Peduzzi, der im April 2018 erschien.

## Diskografie

### Studioalben
- 2017: Polaar

### Soundtracks
- 2015:  1994
- 2018: Southern Belle

### Singles
- 2015: Bleu Pétrole